# El camino del Inca en Chile
El camino del Inca  (El Camino del Inca en Chile) es un término local y popular entre las iniciativas locales de turismo, y para los arqueólogos y antropólogos chilenos refiere a las varias ramas del Qhapak Ñan (el sistema de carretera del Inca) en Chile y sus sitios arqueológicos incas.

## Historia
Desde mediados hasta finales del siglo XV, los Incas establecieron fuertes en el norte y en el centro de Chile, desde el extremo norte hasta cerca de donde se encuentra la ciudad de Rancagua hoy.
Bajo el control de los Incas, estas partes de Chile estaban en Qullasuyu (Quechua para la región del sur), la provincia sudeste del Imperio Inca. Qullasuyu es también la región de Qulla, llamada así por un subgrupo de los aymara, cuyo reino se extendía desde lo que hoy es el norte de Chile hasta Bolivia central antes de que su territorio fuera anexado por los Incas. El Qullasuyu se extendió desde Cusco hasta el centro de Chile, donde su avance hacia el sur se detuvo después de la Batalla del Maule cuando los Incas encontraron una resistencia determinada por parte de los guerreros Mapuches, y la frontera final se fijó en esta área.
El Qhapak Ñan, o red de caminos Incas, corría desde el sur de Colombia hasta Chile a lo largo de los Andes; con una ruta paralela intermitente a lo largo de la costa del Pacífico y varias ramas y caminos laterales que unen los dos o se extienden al noroeste de Argentina y Bolivia. Estas carreteras laterales que unían las carreteras principales seguían una orientación de este a oeste en línea con la ruta diaria del sol, que los Incas adoraban como a un dios. Posteriormente, los españoles incorporaron las sucursales locales de Qhapak Ñan en el Camino Real a la Frontera, la carretera que une Santiago y Concepción .

## Extensión
El camino Inca real entró a Chile desde Bolivia a través de lo que es ahora el cruce fronterizo internacional de Tambo Quemado (del quechua tampu, mesón) en el lado boliviano y Chungara en el lado chileno, mientras que una rama gemela que corre paralela a ella sigue la costa desde Perú y pasa principalmente a través de terrenos más bajos. Sin embargo, debido al terreno desigual y difícil y su dificultad para que transiten las caravanas de llamas que se dirigen hacia el sur, es poco probable que  esta carretera continué más allá de la región del Atacama. Existen numerosos sitios en el norte, en las regiones de Arica y Parinacota, Tarapacá, Antofagasta, Atacama, y Coquimbo.
La altitud de la carretera Inca en Chile fluctúa desde 4.000 metros sobre el nivel del mar en la frontera con Bolivia, los 2.000 metros en Copiapó, los 500 metros al norte de Santiago y hasta el nivel de mar en Valparaíso. Pasa por  valles fértiles con abundantes lagos y reservas minerales, factores favorables que la convirtieron en la ruta principal utilizada por los Incas hasta los extremos del sur del imperio.
Cerca de Santiago, los sitios principales del Camino del Inca en Chile incluyen varias ramas de la carretera Inca en  Valparaíso y regiones Metropolitanas que han permanecido prácticamente sin cambios desde la época de los Incas, y ruinas arqueológicas en la región Metropolitana  y en la de O'Higgins. Según el reconocido arqueólogo local Ruben Stehberg, que ha estudiado las ramas de la carretera Inca en Chile durante mucho tiempo, el camino Inca que conectaba el valle fértil del río Maipo con la frontera final en el río Cachapoal pasó por la colina de Chada. Entre las regiones Metropolitana y O'Higgins, el Camino del Inca en Chile incluye sitios de patrimonio como Huaca de Chena, Chada, y la última frontera de los Incas, Pucará de la Compañía, Pucara del Cerro La Muralla, así como partes del Camino Real a la La Frontera.